# Военный вертолёт

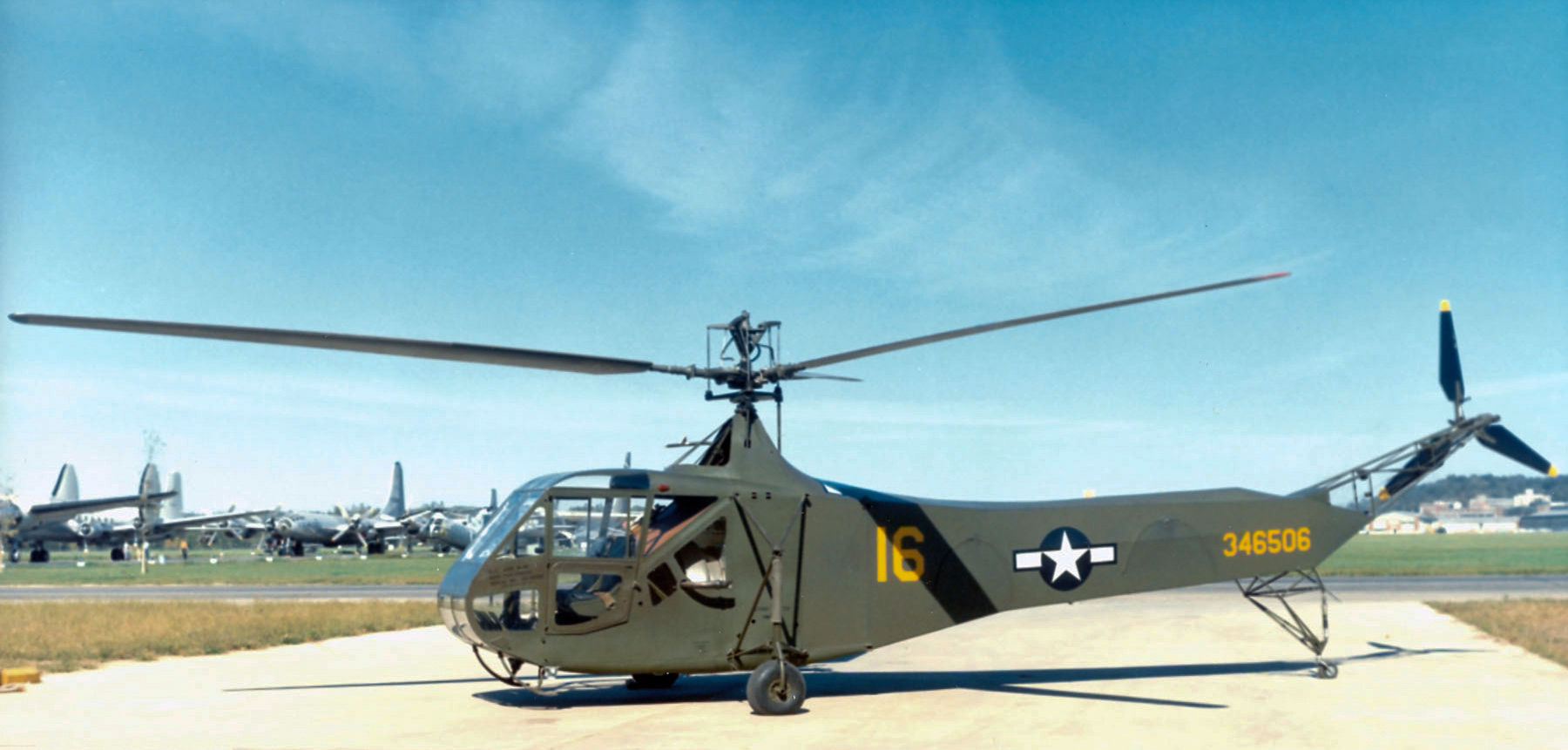
Sikorsky R-4B — первый серийный
военный вертолёт

Военный вертолёт — вертолёт военного предназначения.
В зависимости от образца, военный вертолёт может являться либо модификацией гражданской версии, либо специально сконструированной машиной, предназначенной исключительно для ведения боевых действий.

## Классификация

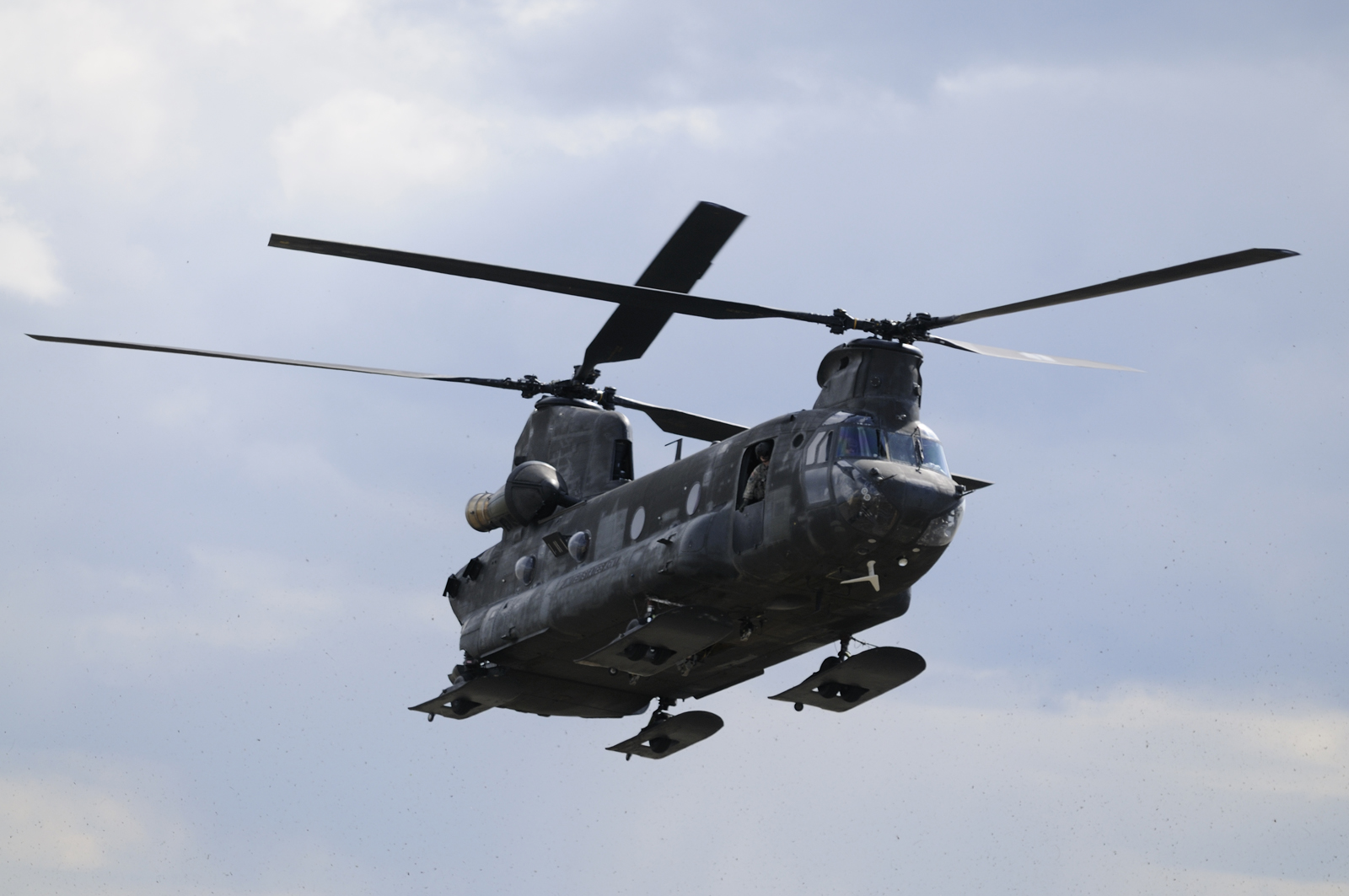
Boeing CH-47 Chinook — тяжёлый транспортный вертолёт

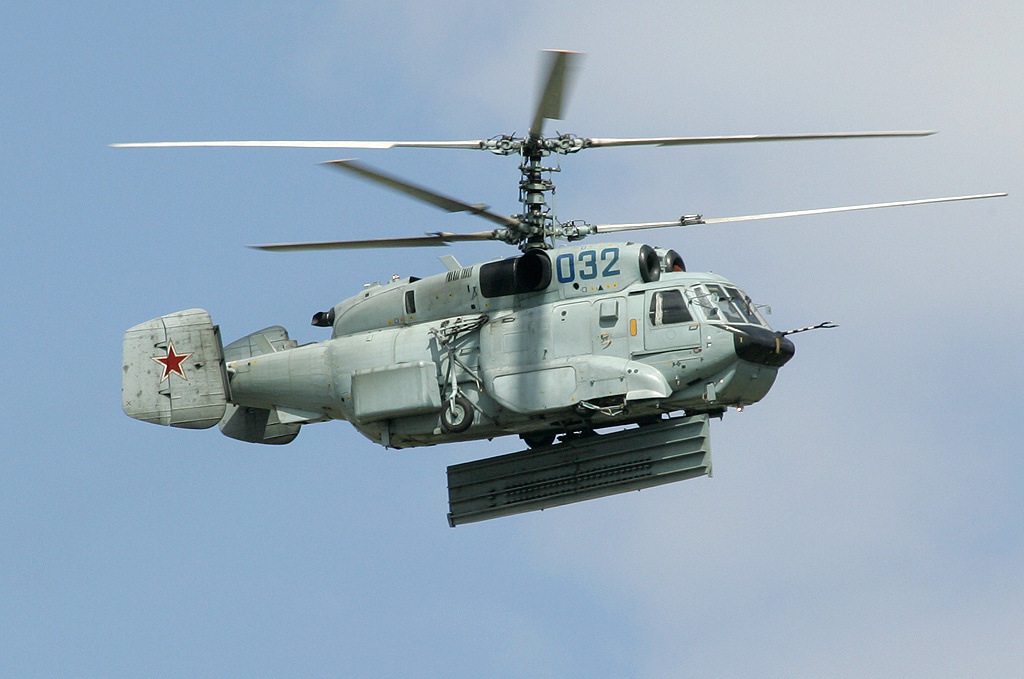
Ка-31СВ — специальный разведывательный вертолёт ДРЛО для поиска надводных целей

Военные вертолёты делятся на следующие категории (в русской военной терминологии):
- Боевые:

- вертолёты огневой поддержки (ударные) — предназначены для подавления и уничтожения наземных подвижных и неподвижных целей противника и для уничтожения бронетехники (танки, БМП, БТР, бронеавтомобили и т. д.);
- противолодочные вертолёты — для поиска и уничтожения подводных лодок.

- транспортно-боевые — транспортные вертолёты имеющие вооружение и предназначенные для перевозки грузов, высадки десанта, а также для оказания огневой поддержки наземным войскам. Также применяются определения как многоцелевые или общего назначения.
- транспортные — для перевозки грузов и высадки десанта. Также применяются определения как: транспортно-десантные или десантно-транспортные. Не имеют вооружения.
- специальные — вспомогательные вертолёты предназначенные для боевого и тылового обеспечения

- воздушный минный заградитель — для выброски с воздуха противотанковых и противопехотных мин;
- установщик помех — для защиты фронтовой авиации от ПВО противника и для ведения радиоэлектронной борьбы;
- вертолёт-кран — для перевозки крупных грузов на внешней подвеске;
- тральщик морских мин — для разминирования акваторий;
- разведывательный (аэрофотосъёмка);
- разведывательный (ДРЛО);
- заправщик и транспортировщик топлива — для перевозки и заправки топливом боевых машин и автомобильной техники;
- радиационно-химический разведчик — для выявления радиационного и химического заражения местности;
- артиллерийский корректировщик — для осуществления артиллерийской разведки;
- постановщик дымовых завес — для создания вертикальных дымовых завес маскирующих войска от огня и наземного наблюдения противником;
- поисково-спасательный — для выполнения поисково-спасательных действий;
- воздушный командный пункт (штабной вертолёт) — воздушный узел связи для командиров соединений;
- воздушный госпиталь — для эвакуации раненых и оказания первой медицинской помощи;
- учебно-тренировочный — для подготовки и обучения лётного состава;
- и другие.

## Особенности терминологии
В СССР, как в научно-познавательной литературе издаваемой Военным издательством для широких слоёв населения, так и в литературе для служебного пользования, для обозначения боевых вертолётов занимающихся подавлением и уничтожением наземных целей противника принято употреблять термин «вертолёт огневой поддержки» (включая иностранные аналоги). Данный термин не использовался для противолодочных вертолётов.
Вне СССР и в современной России, в качестве синонима вертолётов огневой поддержки также распространено определение ударный вертолёт (исп. Helicóptero de ataque, англ. Attack helicopter, фр. Hélicoptère d’attaque), которое в зарубежных источниках (также как в русской военной терминологии) не применяется в отношении противолодочных вертолётов.

## История военных вертолётов

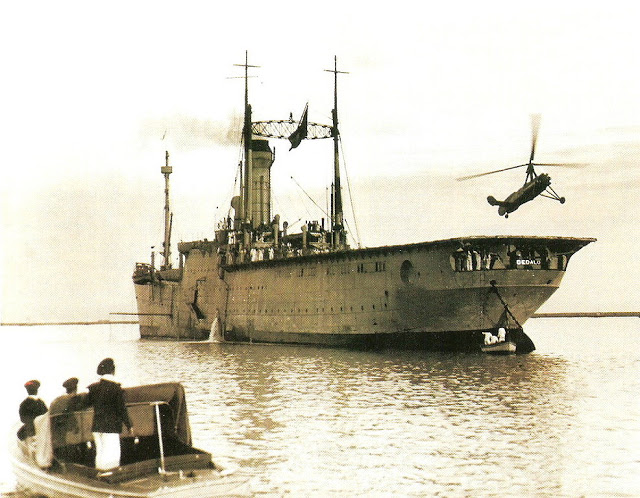
Взлёт автожира Cierva C.30
с испанского авианосца «Дедало». 1934

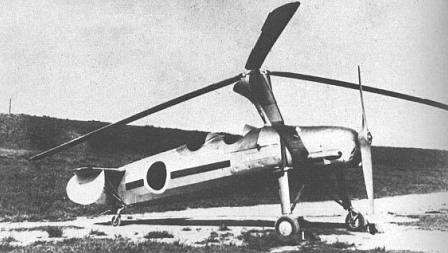
Kayaba Ka-1 — японский автожир
периода Второй мировой войны

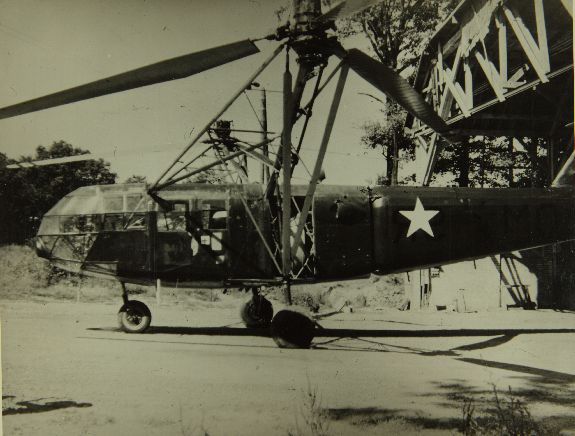
Focke Achgelis Fa 223 — первый серийный
транспортный вертолёт

В данном разделе затрагивается история применения автожиров, как летательных аппаратов которые по своей конструкции близки к вертолётам.

### Предвоенный период и Вторая мировая война
До использования в военных целях вертолётов, были попытки применения автожиров.
В 1931 году ВВС США закупили несколько автожиров Pitcairn PCA-2 и Kellett KD-1 для ведения разведки, корректировки артиллерийского огня, налаживания связи и участия в поисково-спасательных операций в интересах как армии так и военно-морского флота.
В 1938 году Королевские ВВС Великобритании приобрели 7 единиц Cierva C.40. Весной 1940 года они использовались для связи с войсками во Франции, при эвакуации британского экспедиционного корпуса. При этом все автожиры были потеряны.
В ходе боевых действий с нацистской Германией, Франция также активно использовала ранее приобретённые автожиры в военных целях (52 единицы в армии и 8 единиц на флоте). Это были модифицированные французскими промышленниками британские Cierva C.30, которые производились по лицензии под названием Leo C-30 и служили для воздушной разведки.
В 1941 году Япония разработала автожир Kayaba Ka-1 и запустил его в серийное производство, использовав полученный от США в 1939 году единственный образец Kellett KD-1. Автожиры японцами использовались с авианосцев для обнаружения американских подводных лодок в ходе всей Второй мировой войны.
В СССР автожиры впервые были использованы в военных целях в июне 1941 года, когда в составе 24-й армии из 5 автожиров А-7-3а была сформирована 1-я отдельная корректировочная эскадрилья. Эскадрилья участвовала в Смоленском сражении. В связи с потерями эскадрилья была расформирована. В период Второй мировой войны А-7-3а был самым мощным по вооружению среди машин такого класса: 3 пулемёта и до 400 килограмм бомбовой нагрузки
К 1943 году в Армии США прекратили испытания автожиров, по причине появления первых успешных образцов вертолётов Sikorsky R-4, которые в 1944 году были приобретены Королевскими ВВС, которые стали основой вооружения 529-го авиаэскадрона.
Первым государством применившим вертолёты во Второй мировой войне являются США. С апреля 1944 года вертолёты VS-316 (армейское обозначение R-4B) начали использоваться в боевых действиях на территории Бирмы и на востоке Индии в целях снабжения очагов сопротивления высаженных десантников и эвакуацией раненых.
В нацистской Германии первое и единственное формирование, имевшее на вооружении вертолёты, появилось в начале 1945 года. Это была 40-я авиатранспортная эскадрилья располагавшая вертолётами Focke Achgelis Fa 223 и Flettner Fl 282. Эскадрилья выполняла задачи по наведению связи, транспортировке грузов и корректировке огня.
В СССР работы по созданию вертолётов для военных целей начались с постановления НКО СССР в марте 1940 года. Данным постановлением поручалось конструктору Братухину И. П. профессору Юрьеву Б. Н. а также директору МАИ Семичастному М. Ф. приступить к разработке двухместного вертолёта с двухдвигательной силовой установкой. В августе 1941 года образец под названием «Омега» был передан на государственные испытания. В связи с началом Великой Отечественной войны и тяжёлым экономическим положением в СССР, интерес правительства к образцу ослаб и дальнейшие испытания и доработка образца были перенесены в Алма-Ату. Единственным потенциальным заказчиком «Омеги» являлось Главное артиллерийское управление, которое рассматривало образец в качестве воздушного артиллерийского корректировщика, но тяжёлая ситуация военного времени фактически остановила развитие вертолётостроения в СССР. Так из-за эвакуации предприятий и конструкторского бюро из Москвы в Алма-Ату, первый испытательный полёт вертолёта был задержан почти на два года и состоялся только в июне 1943 года.

### Послевоенный период. От малайской войны до вьетнамской войны

Sikorsky H-5 — многоцелевой вертолёт
Корпуса морской пехоты США.
Корея, 1951

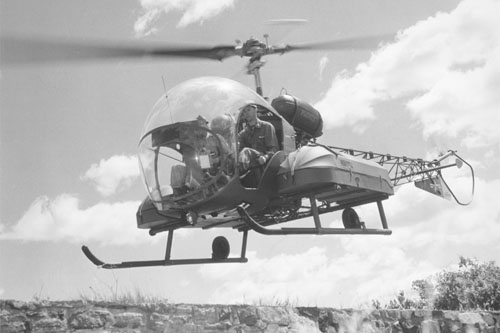
Bell H-13G («Ангел Милосердия») — основной американский санитарный вертолёт для эвакуации раненых в период корейской войны

После войны правительство СССР обратило пристальное внимание на военное вертолётостроение. Уже к августу 1945 года были выпущены опытные вертолёты «Омега-3» (Г-3), которые планировалось использовать в качестве артиллерийских корректировщиков. Главное артиллерийское управление планировало заказать 200 подобных машин. В 1946 году на вертолёты «Омега-3» обратило внимание командование ВВС.
Вскоре решением правительства в конце 1947 года к вертолётостроению были подключены ОКБ Яковлева и вновь созданные ОКБ Миля (в 1947 году) и ОКБ Камова (в 1948 году).
Первым случаем массового применения вертолётов в военных целях в послевоенный период, можно считать прецедент с британскими войсками в ходе Малайской войны в 1948 году, когда они использовали для переброски пехотинцев 26 вертолётов S-51, которые в общей сложности совершили 20 тысяч боевых вылетов.
Основной скачок в массовом применении вертолётов приходится на корейскую войну. Если в начале войны в составе армейской авиации США находилось 1 186 самолётов и 56 вертолётов, к окончанию боевых действий соотношение изменилось: 2 518 самолётов и 1 140 вертолётов. К примеру за одни сутки Инчхонской десантной операции 12 вертолётов совершили переброску 2 000 солдат и 50 тонн различных грузов. На этой же войне произведена первая высадка вертолётного тактического десанта: 9 ноября 1951 года группа из 12 Sikorsky H-19 высадила в труднодоступном районе штурмовую группу (228 человек и 8 тонн боеприпасов). Основные образцы вертолётов были представлены  Bell  47/ H-13, Hiller OH-23 Raven, Sikorsky H-5, Sikorsky H-19 и Piasecki H-25.
Показательным в массовости применения вертолётов является прозвище «Ангел Милосердия» (англ. «Angel of Mercy»), которое американские военнослужащие дали санитарному вертолёту Bell H-13G, на котором за годы войны было эвакуировано с поля боя в тыл 18 000 раненых.
По итогам корейской войны руководство ВС СССР сделало вывод о существенном отставании уровня советского вертолётостроения от западного. Во время корейской войны единственным вертолётом в СССР являлся Ми-1 производившийся небольшой серией с 1950 года. В октябре 1951 года было принято постановление правительства о одновременной разработке двух типов вертолётов:
- ОКБ Миля — разработка среднего транспортно-десантного вертолёта;
- ОКБ Яковлева — разработка тяжёлого транспортного вертолёта.

К весне 1952 года ОКБ Миля представило ВД-12 (Ми-4), которые в конце того же года были переданы на испытание в войска. В ноябре того же 1952 года был представлен к испытаниям Як-24, выпуск которого начался в 1955 году. Выпуск вертолётов постоянно наращивался: если в 1952 году Министерству обороны были переданы 6 685 самолётов и 38 вертолётов, то в 1954 — 5 617 самолётов и 117 вертолётов.

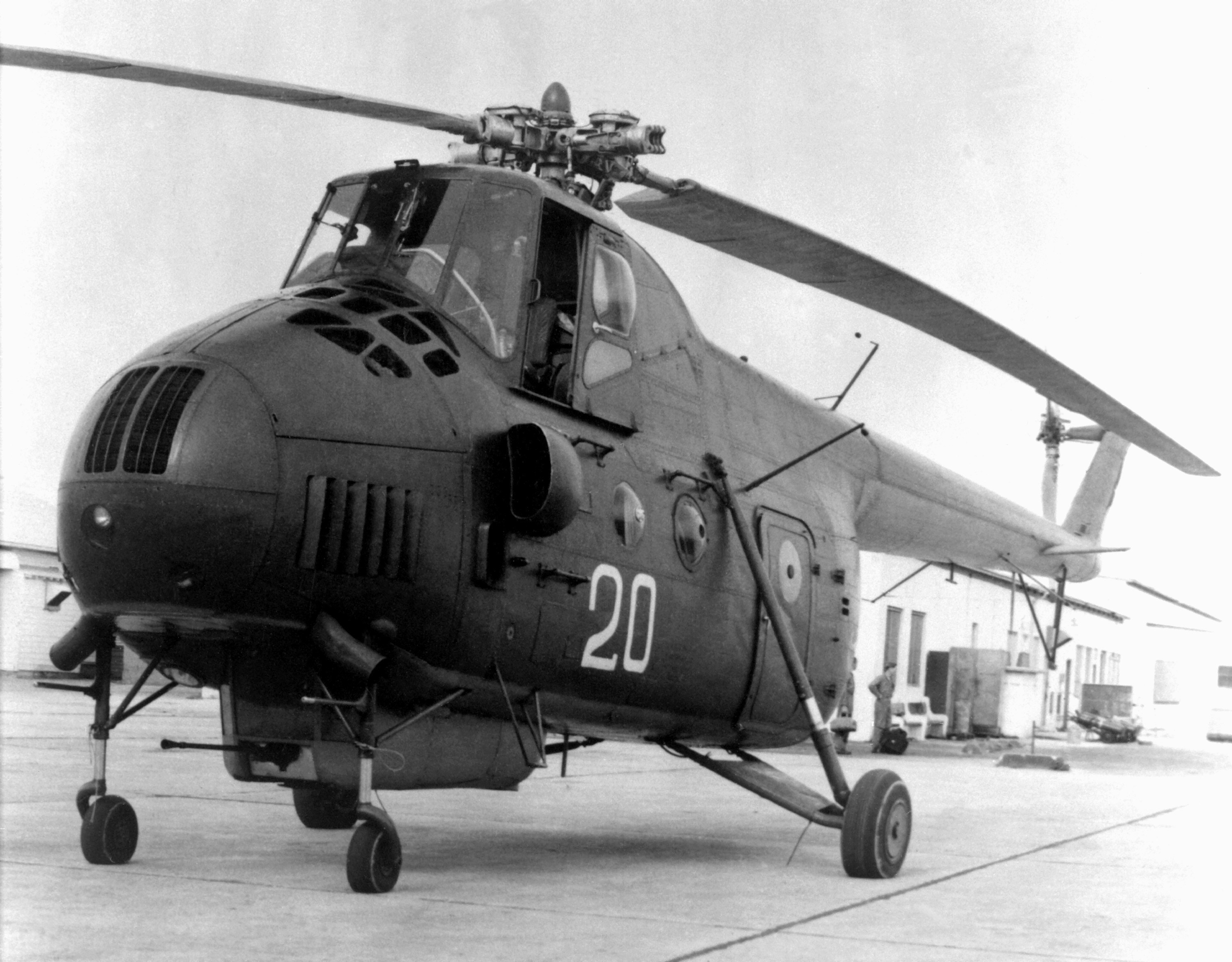
Ми-4 — первый советский транспортно-боевой вертолёт.
Под фюзеляжем видна пулемётная установка

10 сентября 1956 года в ходе Тоцких учений, в ходе которых было применено ядерное оружие, с вертолётов Ми-4 был высажен десант 345-го гвардейского парашютно-десантного полка в количестве 272 человек в 500—600 метрах от эпицентра взрыва.

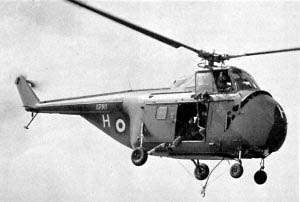
Westland S-55 — британский транспортный вертолёт Королевского флота. 1955 год

В ходе войны в Алжире 1954—1962 годов, вертолёты французской армии, оснащённые стрелково-пушечным вооружением, впервые в военной истории осуществили огневую поддержку при высадке десантов. В составе группировки французских войск действовала 22-я и 23-я вертолётные авиационные эскадры оснащённые вертолётами Bell 47G, Sikorsky S-55, Sikorsky S-58, Westland S-55, S.O. 1221 Djinn, SE.3120 Alouette. В эскадрах числилось около 250 машин, из которых за 6 лет войны в около 35 000 боевых вылетах было потеряно только 6 единиц. Появился новый класс транспортно-боевых вертолётов.
В 1960 году в США также начались работы по оснащению вертолётов стрелково-пушечным вооружением. По аналогии с французским опытом на транспортные вертолёты Bell UH-1S Iroquois были установлены в разных сочетаниях носовой 7,62 мм пулемёт на турели, 40 мм гранатомёт, 20 мм автоматическая пушка, блок с противотанковыми управляемыми ракетами SS-11 французского производства и блок с неуправляемыми авиационными ракетами. По положительным итогам испытаний на базе гражданского лёгкого вертолёта Bell 47 была разработана военная модификация Bell 207 Sioux Scout с вооружением из спаренной установки пулемётов калибра 7,62 мм. После испытания этого образца в 1963 году в США был объявлен конкурс на создание принципиального нового класса машин — вертолётов огневой поддержки. Программа была названа Усовершенствованная авиационная система огневой поддержки (англ. Advanced Aerial Fire Support System, сокращённо — AAFSS). Конкурс выиграл образец Lockheed AH-56 Cheyenne. В связи с выявившимися конструктивными недостатками, данный образец в серию не пошёл.
В июле 1965 года насыщение американских войск вертолётами позволило на базе 1-й кавалерийской дивизии создать 1-ю кавалерийскую аэромобильную дивизию (англ. 1st Air Cavalry Division) располагавшую парком из 428 вертолётов (разведывательные OH-13, огневой поддержки UH-1B, многоцелевые UH-1D и тяжёлые транспортные Boeing CH-47 Chinook). В октябре того же года дивизия была отправлена во Вьетнам.

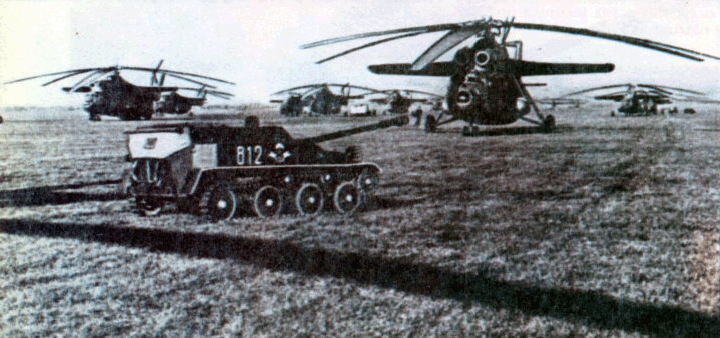
Тяжёлые транспортные вертолёты Ми-6.
На переднем плане АСУ-57 — авиадесантная САУ воздушно-десантных войск.
СССР. 60-е годы

В СССР насыщение Советской армии вертолётами, толкнуло военное руководство на аналогичный шаг, когда согласно директиве министра обороны от 22 мая 1968 года в составе Забайкальского и Дальневосточного военных округов были созданы соответственно 11-я и 13-я отдельные воздушно-десантные бригады, в состав каждой из которых входило по два вертолётных полка (транспортный и боевой).
Из стран Третьего мира, первыми использовавшие вертолёты в боевых действиях является Индия, закупившая у СССР 100 единиц Ми-4. В 1961 году эти машины были использованы для высадки войск при силовом захвате португальского эксклава Гоа. В 1962 году в ходе пограничного конфликта с Китаем в Гималаях и в 1965 году в ходе второй индо-пакистанской войны на Ми-4 осуществлялась транспортировка грузов для войск и эвакуация раненых.
Из-за набирающей обороты вьетнамской войны, американские войска испытывали острую потребность в вертолётах огневой поддержки. В июне 1967 году в войска стали поступать Bell AH-1 Cobra, который частично был сконструирован на базе несущей системы Bell UH-1S. В отличие от предшественников, это был первый в мире специально сконструированный военный вертолёт, не являвшийся модификацией гражданской версии.

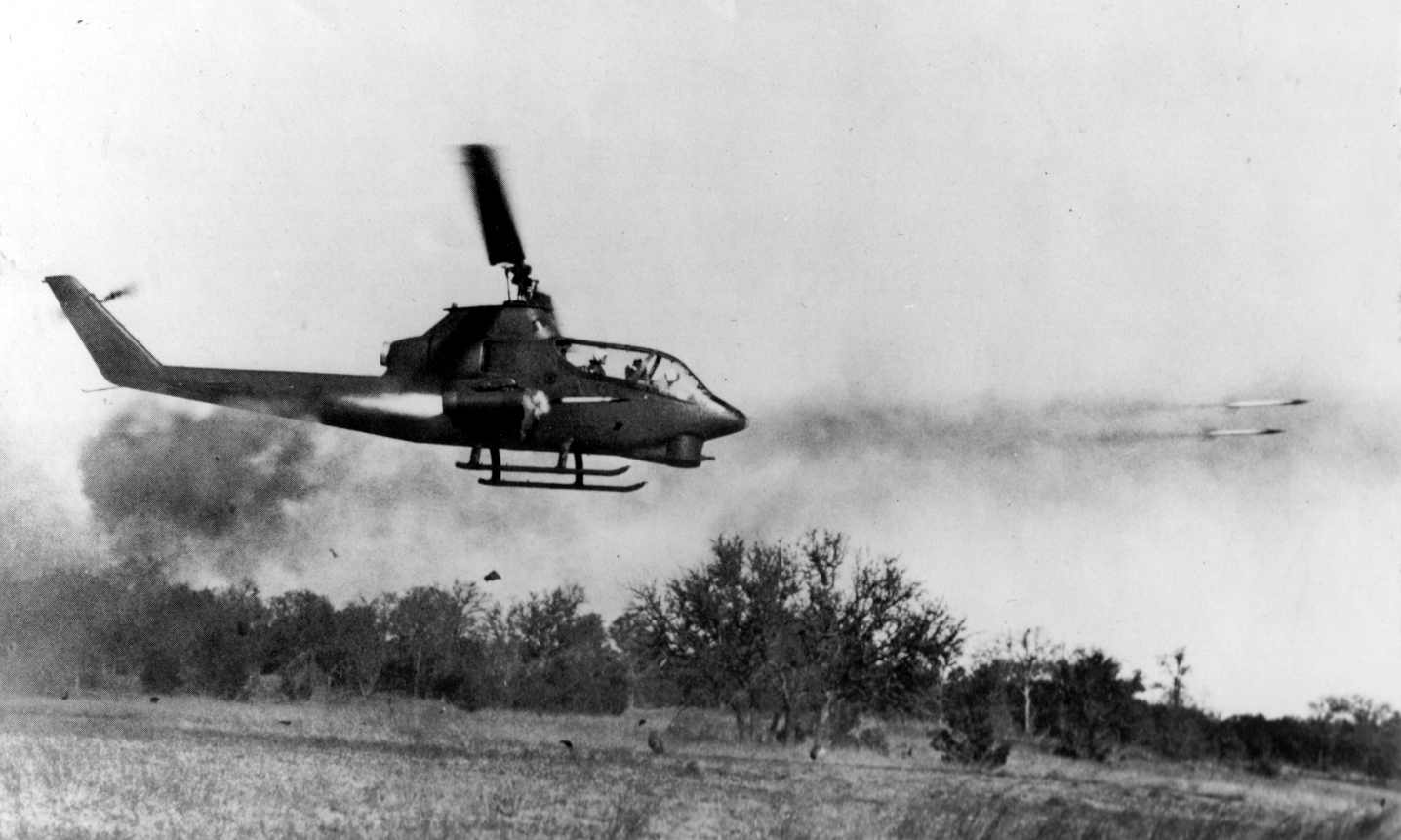
AH-1 Cobra ведёт ракетный обстрел противника.
Вьетнам. 1967 год

К середине 1967 года группировка американских войск во Вьетнаме располагала 2 000 вертолётами. Через год их число увеличилось до 4 200 единиц. С января 1962 года по март 1970 армейская авиация США во Вьетнаме произвела:
- 24 млн вылетов из которых около 18 млн боевых;
- перевозку 1,5 млн человек и 150 000 тонн грузов;
- эвакуацию около 150 000 раненых.

За 10 лет вьетнамской войны американские войска потеряли около 3 000 вертолётов, из которых в воздухе сбиты были около 800. Оставшиеся потери приходятся на повреждения полученные на земле и в результате лётных происшествий.
В 1966 году в СССР был объявлен конкурс на создание боевого вертолёта. В отличие от американской концепции машины, специализированной исключительно на функциях огневой поддержки и противотанковой борьбы, советский подход заключался в создании транспортно-боевого вертолёта, способного кроме перечисленного также совершать переброску отделения десантников с вооружением. В 1968 году ОКБ Миля начало разработку новой машины и в 1971 году первые образцы поступили на вооружение в войска под названием Ми-24, который являлся первым советским специально сконструированным боевым вертолётом.

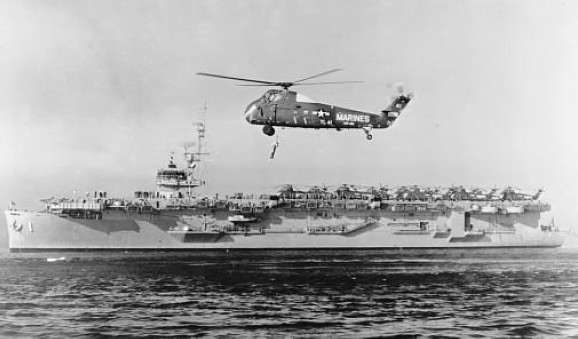
Первый в мире десантный
вертолётоносец Thetis Bay.
На переднем плане транспортный
вертолёт Sikorsky HUS-1
1955 год

Одновременно с созданием боевых вертолётов для армии, в разных государствах велась работа по оснащению военно-морских сил специализированными боевыми вертолётами, которые могли бы взлетать и садиться на палубу корабля. Впоследствии такие авианесущие корабли получили название крейсер-вертолётоносец, и могли кроме вертолётов нести на себе самолёты вертикального взлёта и посадки. В 1957 году в ВМФ СССР стал поступать Ка-15 модифицированный под военные нужды в качестве противолодочного вертолёта. Но в виду конструктивных недостатков машина была снята с вооружения ВМФ СССР в 1963 году и заменена на Ми-4М. Более совершенный Ка-25 начал поступать на вооружение флота с конца 1964 года. В США первым противолодочным вертолётом стал Sikorsky SH-3 Sea King, который поступил на вооружение флота в 1961 году.
В отличие от СССР, западные державы (США, Великобритания, Франция) рассматривали применение вертолётов в военно-морских силах не только в функции противолодочного средства, но и как основное средство для десантирования войск с кораблей на сушу. В то время как СССР создавал флот десантных кораблей различного класса, способных подходить к берегу на максимально близкое расстояние для высадки морской пехоты вместе с боевой техникой (БТР, САУ, РСЗО, танки и т. д.), западные государства разрабатывали корабли способные перевозить на себе десятки вертолётов, которые на большом удалении от берега должны были перебрасывать на сушу пехотные подразделения. В связи с этим в странах НАТО появился новый класс военных кораблей как десантный вертолётоносец.
60-е годы явились тем порогом в вертолётостроении, когда военные вертолёты перестали представлять собой исключительно модифицированные версии гражданских аппаратов.
Если в корейской войне и в алжирской войне вертолёты доказали своё право на использование в армии, то по итогам вьетнамской войны вертолёты стали неотъемлемой частью армии как танки, самолёты и бронетранспортёры.

### От 70-х годов до современности
В ходе третьей индо-пакистанской войны, индийская армия применила высадки тактического десанта в тылу противника. 7 декабря 1971 года 12 единиц Ми-4 в несколько рейсов высадили десантников у переправы через реку Милна в Восточном Пакистане, которые отрезали пути отступления пакистанских войск. За один день вертолёты перебросили 2791 солдата и 90 тонн грузов. Подобные десантные операции производились индийской стороной до конца войны.

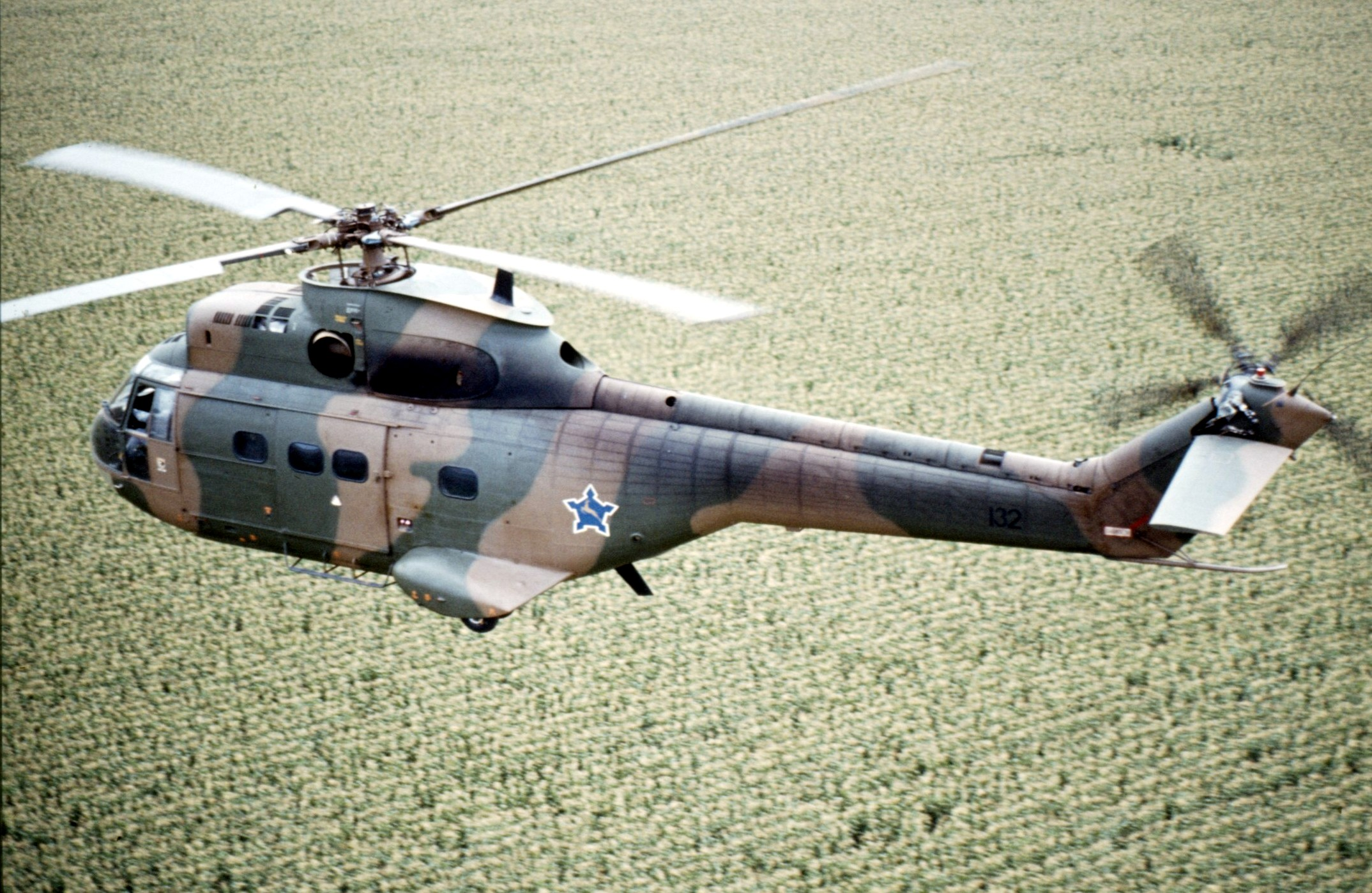
SA 330 Puma — французский многоцелевой вертолёт.
Основной вертолёт ВВС ЮАР в гражданской войне в Анголе (1975—1989)

В 70-е годы арены боевых действий на которых широко начали применяться вертолёты, переместились из Индокитая на Ближний Восток и в Африку.

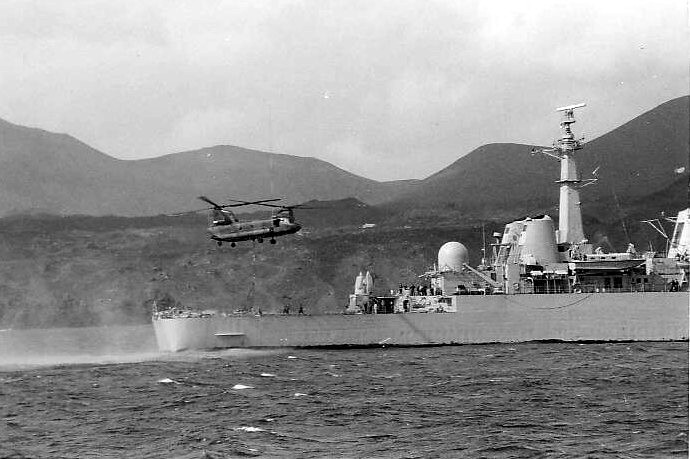
Британский транспортный CH-47 перебрасывает груз на сушу с корабля.
Фолклендские острова. 1982 год

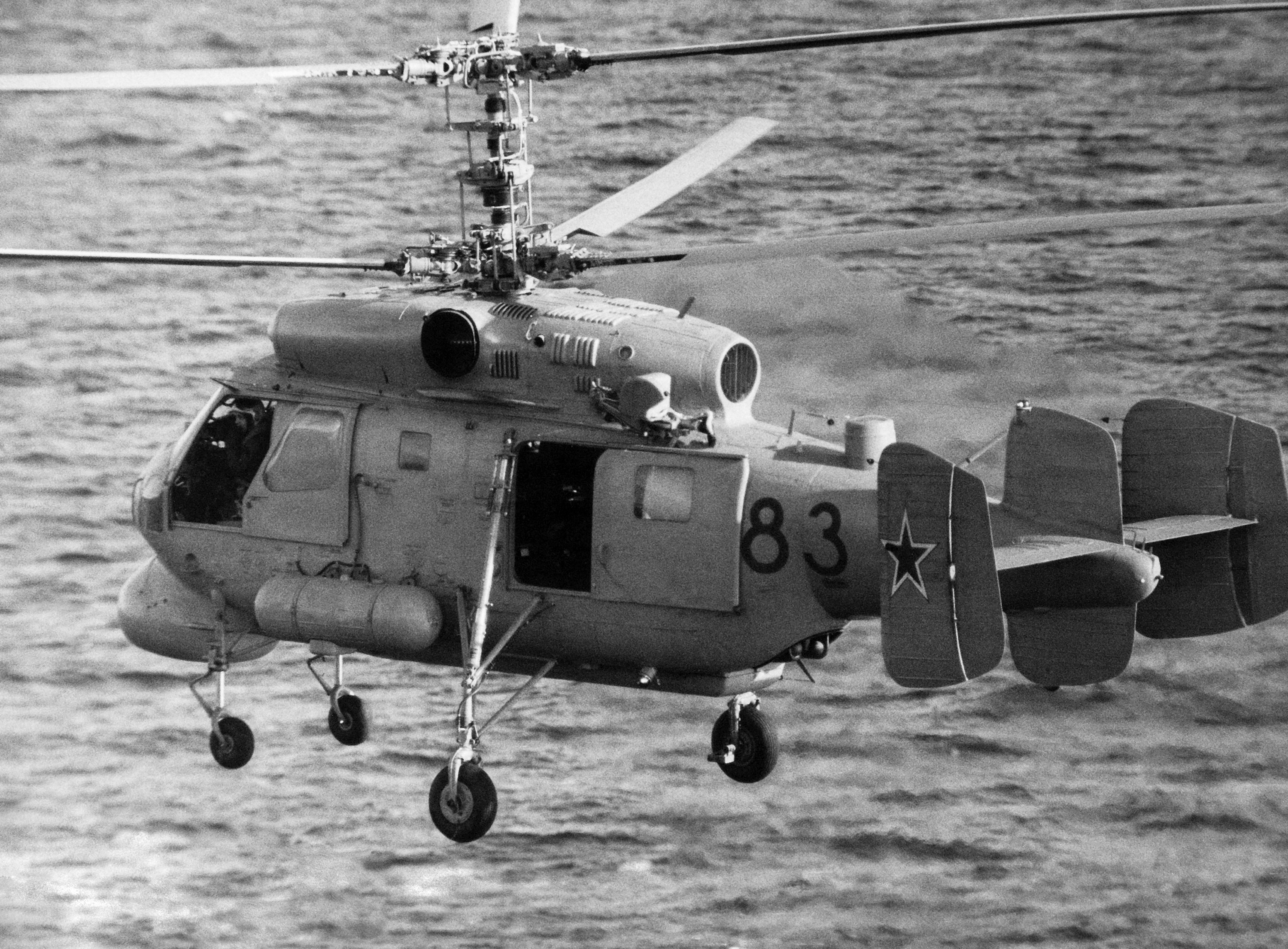
Ка-25ПЛ — основной противолодочный
вертолёт ВМФ СССР. 1985 год

Во второй половине 60-х годов СССР начал поставку военных вертолётов союзным арабским государствам (Египет и Сирия) противостоявших Израилю. В Шестидневной войне 1967 года вертолёты Египта и Сирии не успели поучаствовать в боевых действиях, поскольку были частично уничтожены на аэродромах базирования в ходе превентивных авиационных ударов ВВС Израиля. В Войне на истощение 1970 года, вертолёты с обеих сторон также не смогли принять заметного участия. А вот Война Судного дня 1973 года повторила положительный опыт из окончательного этапа вьетнамской войны, когда на практике было опробовано новое применение боевых вертолётов — борьба с танками. Во Вьетнаме прецедент произошёл годом ранее в марте 1972 года, когда 2 вертолёта UH-1B принадлежащие Южному Вьетнаму, применив 89 ПТУР BGM-71 TOW уничтожили 26 танков Северного Вьетнама. Аналогичная ситуация повторилась годом спустя: 8 и 9 октября 1973 года, две вертолётные эскадрильи Египта Ми-4 за 30 вылетов уничтожили половину танков 600-й танковой бригады 162-й танковой дивизии Израиля. 13 октября в ходе Синайского сражения 18 израильских вертолётов AH-1 Cobra уничтожили 90 египетских танков. Также в этой войне в качестве десантно-транспортных вертолётов сирийскими и египетскими войсками были использованы Ми-8, которые в тылу израильских войск высаживали тактические десанты.
По итогам эксплуатации AH-1 Cobra, в конце 1972 года в США был объявлен конкурс на создание вертолёта огневой поддержки нового поколения по программе Усовершенствованный Боевой Вертолёт (англ. Advanced Attack Helicopter или сокращённо — AAH), предназначенного в первую очередь, для борьбы с танками противника в любое время суток и в плохих погодных условиях. Основными требованиями к машине были: достаточное бронирование, большая дальность полёта, высокая скорость, наличие пушечного и ракетного вооружения, система снижения инфракрасного излучения, высокий ресурс. В декабре 1976 года по итогам испытаний был выбран образец AH-64 Apache от компании Hughes Helicopters. В этом же месяце, 16 декабря 1976 года ЦК КПСС и Совет Министров СССР примет постановление о разработке боевых вертолётов нового поколения, который, в отличие от Ми-24, должен был нести функции исключительно огневой поддержки, без возможности перевозки десантников. Концепция «летающего БМП» под которую создавалась Ми-24, более не рассматривалась приоритетной. Дополнительным стимулом для советского руководства повлияло требование к повышению скорости, а также разрекламированное в западных СМИ сообщение о появлении вертолёта AH-56 Cheyenne с толкающим винтом. В последующем разрабатываемым образцам порученным ОКБ Миля и ОКБ Камова были даны обозначения Ми-28 и Ка-50 соответственно. В отличие от AH-64, который поступил на вооружение в 1984 году (спустя 9 лет от первого полёта), начатые разрабатываться ещё в СССР образцы нового поколения, поступили на вооружение уже Российской Федерации спустя 13 лет (для Ка-50) и 31 год (для Ми-28) после первого полёта испытательных образцов.
Военные конфликты 80-х годов ознаменовались первыми случаями, в которых боевые вертолёты были использованы для иных целей, кроме как уничтожение наземных и надводных целей. В эти годы они впервые были использованы в воздушных боях. Особо ярким было применение вертолётов в ходе ирано-иракской войны начавшейся в сентябре 1980 года, где в ноябре того же года произошёл первый в мировой истории воздушный бой вертолётов, в ходе которого где двум иранским AH-1J Cobra удалось сбить с помощью ПТУР TOW два иракских Ми-24Д. В апреле 1981 второй подобный случай в тех же обстоятельствах также закончился победой иранцев. В сентябре 1983 иракский Ми-24Д уничтожил AH-1J Cobra из пулемёта. В феврале 1984 три иракских Ми-24Д уничтожили в воздушном бою три иранских AH-1J Cobra применив ПТУР Фаланга и неуправляемые ракеты С-5. На опыте боёв вертолётов с вертолётами обе воюющие стороны сделали соответствующие выводы и усовершенствовали вооружение и увеличили боезапас. Так на иранских вертолётах AH-1S Cobra были установлены уже 8 ПТУР TOW а количество 70мм НАР увеличили с 14 до 38. На иракских Ми-24Д в ответ ПТУР «Фаланга» была заменена на более современные «Штурм» а также ракетами класса «воздух-воздух» советскими Р-60МК и американскими AIM-9 Sidewinder. 27 октября 1984 года был совершён первый в истории воздушный бой вертолёта со сверхзвуковым истребителем, победителем в котором остался вертолёт. Экипажу иракского Ми-24В удалось уничтожить иранский F-4E Phantom. Иранскими AH-1 Cobra в ходе этой войны были сбиты четыре иракских самолёта (МиГ-21, МиГ-23, Су-22).
Также военные конфликты 80-х годов отмечены ситуацией когда однотипные вертолёты применялись противоположными сторонами. Так в войне за Фолклендские острова тяжёлые транспортные вертолёты Boeing CH-47 Chinook применялись как британской так и аргентинской стороной.
Особое значение для Советской армии и пограничных войск военные вертолёты приобрели в ходе Афганской войны. Сильнопересечённая горная местность Афганистана, часто делала вертолёты единственным средством по оперативной переброске и снабжению войск, по эвакуации раненых и огневой поддержке наземных сил. Вертолёты использовались также для радиоэлектронной борьбы и для борьбы с караванами поставляющими оружие из Пакистана и Ирана. Советской стороной в Афганской войне были задействованы: многоцелевые Ми-8, специальные вертолёты РЭБ Ми-9, огневой поддержки Ми-24, вертолёт-кран Ми-10, грузовые Ми-6 и Ми-26. В крупных войсковых операциях, вертолёты были главным средством по доставке подразделений на поле боя в высокогорную местность. Так в ходе Панджшерской операции 1982 года вертолётами было высажено в горах 4 200 советских и афганских военнослужащих из 12 000 человек общего количества задействованных сил. Общие потери вертолётов Советской армии за годы войны составили 334 машины. Потери вертолётов пограничных войск — 62 машины.

## Перспективы военного вертолётостроения
В современном мире ведущими державами в вертолётостроении рассматриваются проекты по созданию новых образцов, качественно отличающихся от ныне существующих своими параметрами и в некоторых случаях принципиально иной конструкцией.

### Программа JMR в США
Так в США начата исследовательская программа, по созданию многоцелевого летательного аппарата с вертикальным взлётом и посадкой (Joint Multi-Role Rotorcraft или сокращённо — JMR), с максимальной скоростью полета не менее 430 км/ч и радиусом действия более 425 километров. Планируется что в будущем такие образцы заменят традиционные вертолёты при выполнении боевых задач и задач по боевому и тыловому обеспечению. На первом этапе программы ставится цель разработки и испытаний пробных образцов с максимальной взлетной массой 12-13 тонн, платформа которых далее послужит созданию семейств аппаратов для замены многоцелевых вертолётов UH-60 Black Hawk и SH-60 Seahawk, а также ударных AH-64 Apache. В общих требованиях указано что транспортный вариант платформы должен обеспечивать переброску 12 полностью экипированных военнослужащих или груза массой около 6 тонн. По опыту применения вертолётов в последних военных конфликтах особое внимание уделяется способности разрабатываемых образцов работать в условиях жаркого климата с высокогорных площадок, находящихся на высоте более 1 800 м над уровнем моря.
В рамках данной программы фирмы Sikorsky Aircraft и Boeing предлагают вертолёт соосной схемы с пропульсивным (создающим основную горизонтальную тягу) толкающим винтом.
Данный способ увеличения лётных параметров вертолётов используется фирмой AVX Aircraft Company в проекте соосного вертолёта с двумя толкающими двигателями в кольцевых насадках. По мнению разработчиков подобная компоновка силовой установки снизит уровень акустической заметности, повысит безопасность полетов на малых высотах, а также даёт возможность оснащения грузового отсека транспортного варианта опускающейся рампой. Для повышения аэродинамических показателей для варианта ударной машины рассматривается размещение вооружения внутри фюзеляжа.
Компания Bell Helicopter предлагает глубокую модернизацию эксплуатируемого с 2005 года конвертоплана V-22 Osprey в опытный образец V-280 «Valor» с расчетной максимальной скоростью полета около 520 км/ч и радиусом действия до 1 400 км. Главным отличием данного образца от предыдущего является то что процесс вертикального взлёта и перехода в горизонтальный полёт осуществляется не за счёт поворота массивных гондол с двигателями на концах крыльев, а за счёт поворота винтов. Данное новшество по мнению разработчиков упростит конструкцию что позволит обеспечить достаточную надежность (V-22 критиковались за высокую аварийность) и снизит расходы на поддержание ресурса машины.

### Программа FTH для стран НАТО

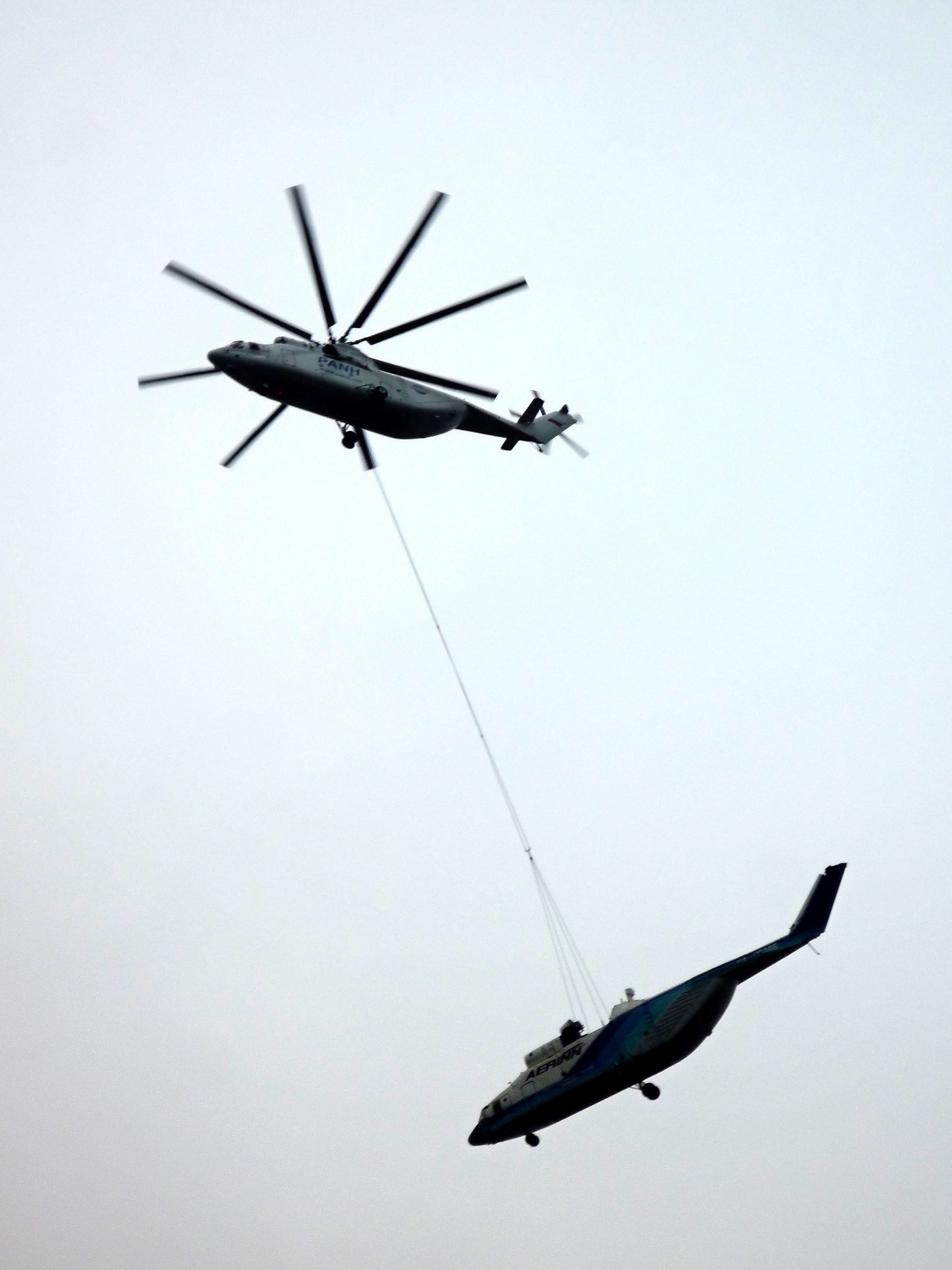
Аварийная эвакуация однотипного вертолёта.
Одна из поставленных задач
в программе Future Transport Helicopter (FTH)

В странах НАТО транспортно-десантные вертолёты различных типов рассматриваются как основное средство для обеспечения аэромобильности войск в зоне боевых действий, имеющих преимущество перед военно-транспортными самолётами в том что не нуждаются в оборудованных взлётно-посадочных полосах.
С другой стороны образцы тяжёлых транспортных вертолётов имеющиеся на вооружении стран НАТО (включая CH-53 Sea Stallion и СН-47) имеют ограничения не позволяющие транспортировку основных образцов бронетехники и тяжелых систем вооружения. Кроме того вертолёты данного класса находятся на вооружении стран НАТО более 30 лет. К примеру, последние аппараты CH-53G на вооружении Бундесвера, были изготовлены в 70-х годах, и поддержание их в лётной годности связано с высокими финансовыми затратами.
В связи с этим во Франции и Германии проводятся научно-исследовательские и опытно-конструкторские работы по разработке Перспективного тяжелого транспортного вертолёта (Future Transport Helicopter, сокращённо — FTH). По замыслу конструкторов образец займет место между транспортным вертолётом NHI NH90 и военно-транспортным самолётом Airbus A400M, грузоподъёмность которых соответственно 4,6 и 37 тонн.
Проектируемый вертолёт должен иметь систему внешней подвески с грузоподъёмностью до 15 тонн, включая размещённых в стандартных морских 20-футовых контейнерах. Машину предполагается использовать для аварийной эвакуации других вертолётов такого типа со снятыми отдельными элементами силовой установки и планера. При этом должно быть обеспечено выполнение всех необходимых подготовительных демонтажных операций в полевых условиях. Как в случае с американским проектом JMR, от FTH требуется возможность применения в высокогорье и в жарком климате.
На опыте боевого применения вертолётов в Ираке и в Афганистане, в проекте предусматривается наличие в бортовом оборудовании надёжных систем предупреждения об опасном сближении с земной поверхностью и другими препятствиями в условиях плохой видимости из-за облаков пыли, снега или водяной пелены, создаваемого несущими винтами от неподготовленного грунта взлётно-посадочной площадки при выполнении взлёта, посадки и руления. Также по опыту военных конфликтов считается необходимым наличие систем предупреждения пуска ракет и системы защиты от зенитных ракет.
Также разработчики считают необходимым применение для нового транспортного вертолёта стелс-технологий используемых в боевых самолётах, таких как использование радиопоглощающих покрытий и оптимизация форм элементов фюзеляжа.

### Гонка за скоростью
В странах НАТО проводятся НИОКР по увеличению скорости боевых вертолётов с целью повышения их эффективности. Для этой цели разрабатываются экспериментальные образцы, которые в будущем послужат основой новым высокоскоростным боевым вертолётам.

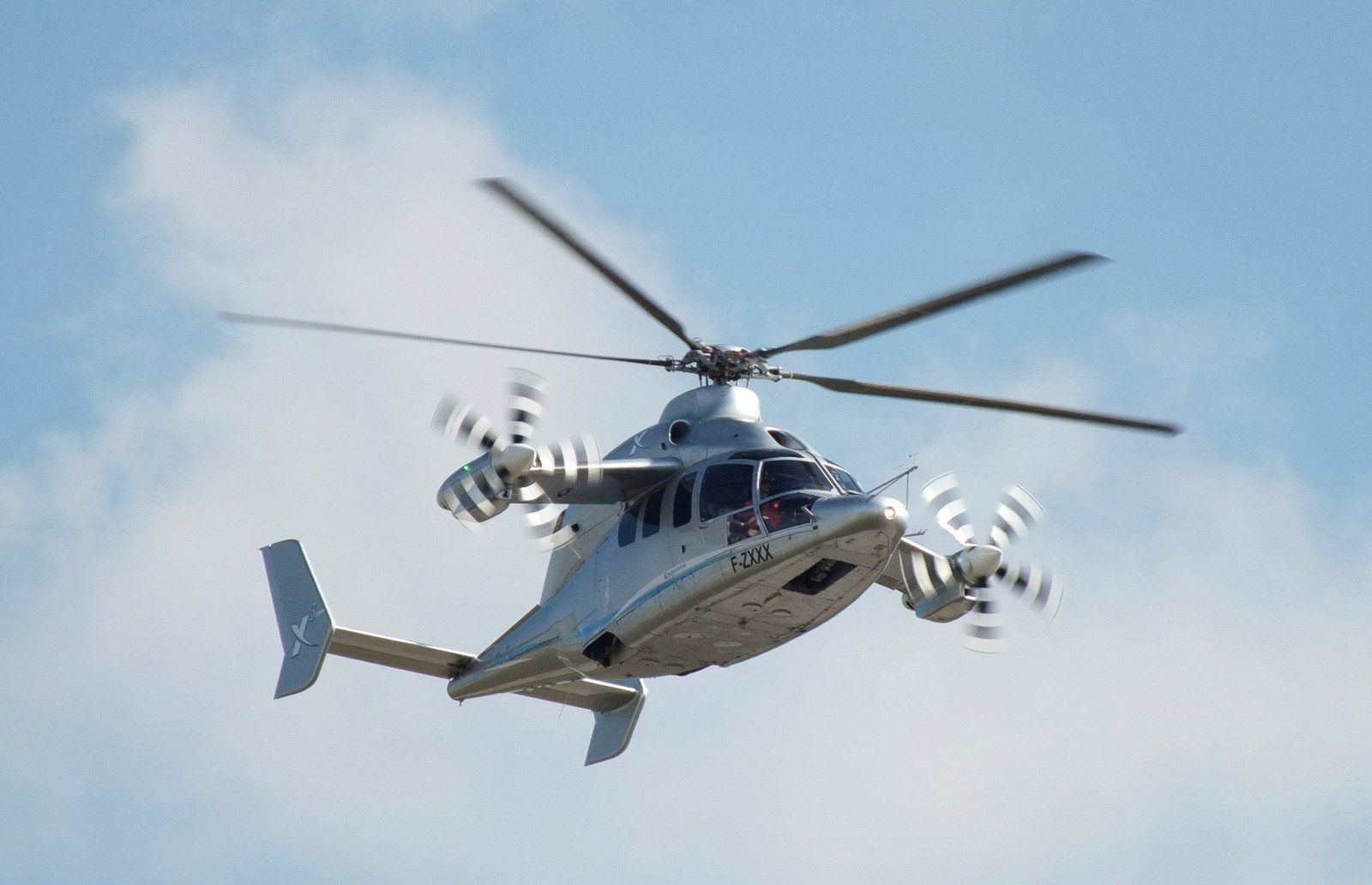
Экспериментальный высокоскоростной
вертолёт Eurocopter X3
с двумя толкающими винтами

В период Холодной войны, в основном в рекордах по скорости вертолётов отмечались советские и американские образцы:
| Год  | Модель вертолёта | Рекорд скорости км/ч | Компания             | Государство        |
| ---- | ---------------- | -------------------- | -------------------- | ------------------ |
| 1954 | S-59             | 252,067              | Sikorsky helicopters | США                |
| 1956 | S-56             | 261,91               | Sikorsky helicopters | США                |
| 1959 | Ми-6             | 268,92               | МВЗ                  | СССР               |
| 1961 | S-61             | 310,4                | Sikorsky helicopters | США                |
| 1961 | Ми-6             | 320                  | МВЗ                  | СССР               |
| 1961 | S-61             | 338,85               | Sikorsky helicopters | США                |
| 1964 | Ми-6             | 340,15               | МВЗ                  | СССР               |
| 1970 | S-67             | 355,485              | Sikorsky helicopters | США                |
| 1975 | Ми-24            | 368,4                | МВЗ                  | СССР               |
| 1986 | Lynx             | 400,87               | Westland Helicopters | Великобритания     |
| 2010 | X2               | 460                  | Sikorsky helicopters | США                |
| 2013 | Eurocopter X3    | 472                  | Airbus Helicopters   | Франция · Германия |
| 2015 | S-97             | 407                  | Sikorsky helicopters | США                |

- Примечание: зелёным цветом выделены экспериментальные образцы созданные для научно-исследовательских целей, которые на данный момент не являются серийными военными вертолётами, либо находятся в стадии разработки

Традиционная схема, в которой подъёмная и пропульсивная сила машины создаются только несущим винтом при её тангаже, скорость обычно не превышает 300—350 км/ч. До 1986 года рекорд в скорости принадлежал экспериментальному образцу Ми-24 под названием А-10, с которого для увеличения скорости были сняты крылья. Из опытных образцов серийных машин на данный момент рекорд в скорости вертолётов данной схемы принадлежит британскому Westland Lynx. Экспериментальный облегчённый образец данной машины с форсированным двигателем в 1986 году достиг скорости в 400 км/ч.
Единственным способом по преодолению барьера скорости в 400 км/ч многими вертолётостроительными компаниями рассматривается только наличие толкающего винта. Таким методом пошли в компаниях Sikorsky Aircraft и Piasecki Helicopter, которые предложили подобные образцы Sikorsky S-97 Raider (разработан на основе экспериментального Sikorsky X2) и Piasecki X-49.
В Западной Европе компанией Airbus Helicopters производятся аналогичные исследования по повышению скорости. Так в 2010 году совершил первый полёт экспериментальная машина Eurocopter X3. У данного образца, в отличие от американских машин, толкающие винты расположены не сзади хвоста, а на крыльях по бокам фюзеляжа. Данная конструкция позволила избавиться от хвостового рулевого винта, традиционного для вертолётов с одним несущим винтом. Возможность для этого предоставила компенсация реактивного момента несущего винта выполняемая разницей в тяге подаваемой каждому из толкающих винтов. То есть толкающие винты при такой схеме выполняют одновременно функции традиционного рулевого винта. В ходе испытаний 7 июня 2013 года опытный образец достиг скорости в 472 км/ч.
Ситуация в России с разработкой высокоскоростных вертолётов остаётся неясной. По заявлению руководителя холдинга «Вертолеты России» Андрея Шибитова на второй выставке вертолётной индустрии HeliRussia прошедшей в мае 2009 года, был дан старт проекту по разработке скоростного вертолёта, который планировалось использовать в том числе и для военных целей. На реализацию данного проекта отводилось 8 лет. Однако по истечении срока вертолётостроительные компании России так и не смогли предоставить опытные образцы. В ноябре 2017 года стало известно что холдинг «Вертолеты России» в 2018 году предоставит Министерству обороны России сразу две концепции перспективного скоростного вертолёта (ПСВ), из которых военное ведомство выберет проект для дальнейшей разработки.

## Распространённость ударных вертолётов по регионам
В период с 1997 года по конец 2016 года количество государств имеющих на вооружении ударные вертолёты увеличилось. Также увеличилось количество производимых образцов. Тем не менее общее количество ударных вертолётов в мире сократилось почти на треть. В основном это связано с выработкой ресурса у произведённых ещё в годы Холодной войны самых массовых вертолётов: советских Ми-24 и американских AH-1.
| Год  | Северная Америка | Латинская Америка | Европа | Чёрная Африка | Северная Африка и Ближний Восток | Бывший СССР | Азия (остальная часть) | Итого |
| ---- | ---------------- | ----------------- | ------ | ------------- | -------------------------------- | ----------- | ---------------------- | ----- |
| 1997 | 1                | 1                 | 9      | 5             | 10                               | 7           | 9                      | 42    |
| 2016 | 1                | 4                 | 16     | 21            | 12                               | 10          | 14                     | 78    |

| Год  | Северная Америка | Латинская Америка | Европа | Чёрная Африка | Северная Африка и Ближний Восток | Бывший СССР | Азия (остальная часть) | Итого   |
| ---- | ---------------- | ----------------- | ------ | ------------- | -------------------------------- | ----------- | ---------------------- | ------- |
| 1997 | 1336             | 12                | 562    | 47            | 441                              | 2059        | 332                    | ≈ 4 800 |
| 2016 | 902              | 52                | 400    | 180           | 397                              | 545         | 636                    | ≈ 3 100 |